# Хассан, Манзур-ул
Манзур-ул Хассан (англ. Manzoor-ul Hassan, 15 января 1952) — пакистанский хоккеист (хоккей на траве), полевой игрок. Бронзовый призёр летних Олимпийских игр 1976 года.

## Биография
Манзур-ул Хассан родился 15 января 1952 года.
В 1975 году в составе сборной Пакистана завоевал серебряную медаль на чемпионате мира в Куала-Лумпуре. Забив 7 мячей, стал лучшим снайпером чемпионата вместе с нидерландцем Тисом Крёйзе и поляком Стефаном Отулаковским.
В 1976 году вошёл в состав сборной Пакистана по хоккею на траве на летних Олимпийских играх в Монреале и завоевал бронзовую медаль. Играл в поле, провёл 4 матча, мячей не забивал.
Был чемпионом летних Азиатских игр 1974, 1978 и 1982 годов.
В 1973—1982 годах провёл за сборную Пакистана 154 матча, забил 101 мяч.
В 1989 году награждён орденом Совершенства.

## Семья
Младший брат Манзур-ула Хассана Абдул Рашид аль-Хасан (род. 1959) также выступал за сборную Пакистана по хоккею на траве, в 1984 году стал чемпионом летних Олимпийских игр в Лос-Анджелесе.